# Dance pop
La dance pop (a volte club pop) è un sottogenere della musica dance influenzato dalla musica pop. Nata all'inizio degli anni ottanta, la dance pop originò dal disco in vinile anche tramite la disco music, post-disco e la synth pop. Visto che il termine "disco" divenne fuori moda, "dance pop", "club" e "dance" furono usati come nomi per un genere di musica fortemente influenzato dal disco (album). Il genere è diventato uno stile musicale molto popolare, ed esistono numerosi artisti dance pop. La dance pop in genere tende ad essere guidata dai produttori discografici.

## Storia

### Anni ottanta e novanta
Il genere è nato agli inizi degli anni ottanta come evoluzione della musica disco e le canzoni di questo genere vengono solitamente create grazie all'uso di vocoder, per modificare le voci degli artisti, ed effetti musicali elettronici che creano la base principale o piccoli ritornelli delle canzoni. Tra i primi cantanti che hanno prodotto canzoni di questo genere si ricordano Michael Jackson, Janet Jackson, Rick Astley, Madonna, Jody Watley e Cher. 
Dopo i primi anni si ebbe un lungo periodo di crisi di questo genere musicale, che all'inizio degli anni novanta non ha trovato nuovi artisti di successo (ad eccezione di qualche gruppo vocale come Backstreet Boys e Spice Girls).

### La prima generazione
Negli anni duemila il genere riscosse una popolarità mai avuta in precedenza; si ebbero infatti una serie di interpreti del genere conosciutissimi, quasi esclusivamente femminili, che si affermarono durante il decennio, facenti parte di quella che fu successivamente definita prima generazione:Mariah Carey,  Jennifer Lopez, Britney Spears, Christina Aguilera, Pink, Shakira, Beyoncé, Rihanna, 
Lady Gaga, Kesha.

### La seconda generazione
Negli anni duemiladieci si affermò invece la seconda generazione di cantanti: Miley Cyrus. Ava Max, Rita Ora, Dua Lipa, Camila Cabello, Doja Cat, Sabrina Carpenter, Zara Larsson